# Carolina Rediviva

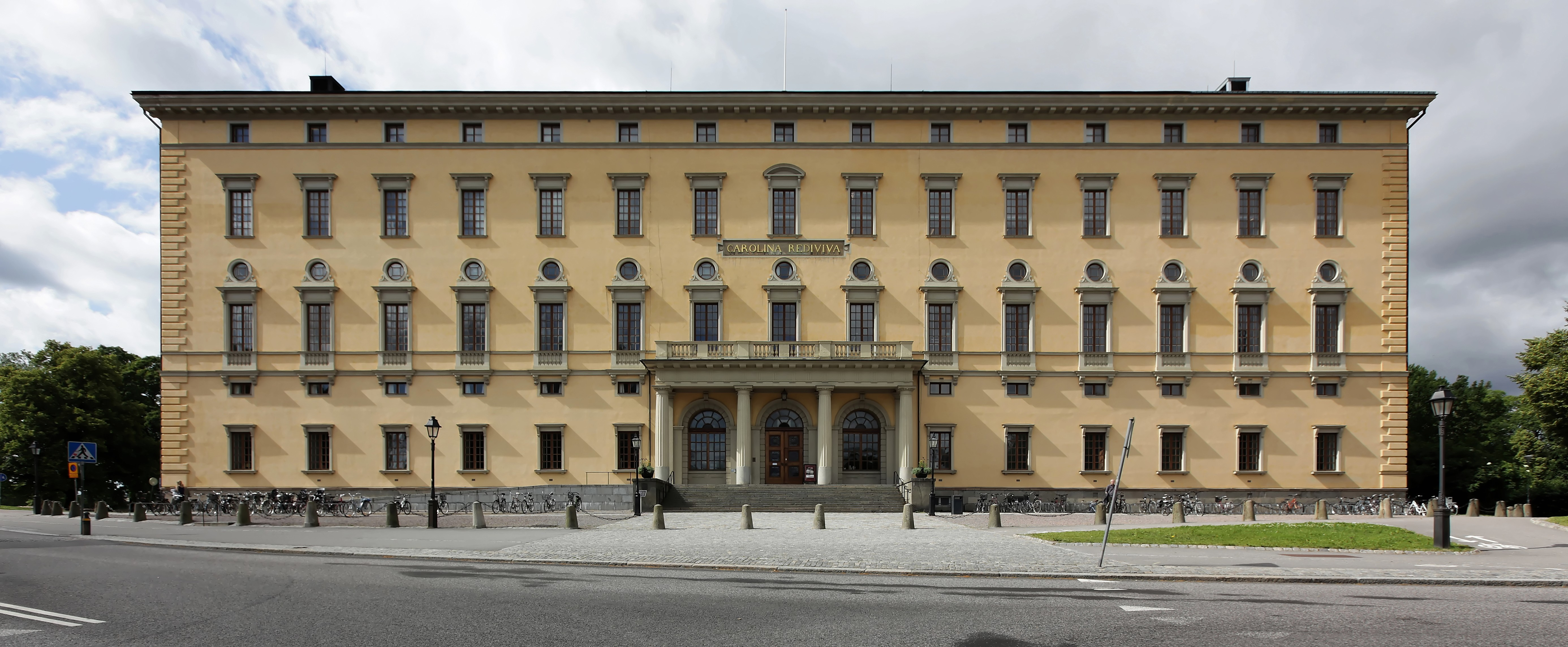
Carolina Rediviva

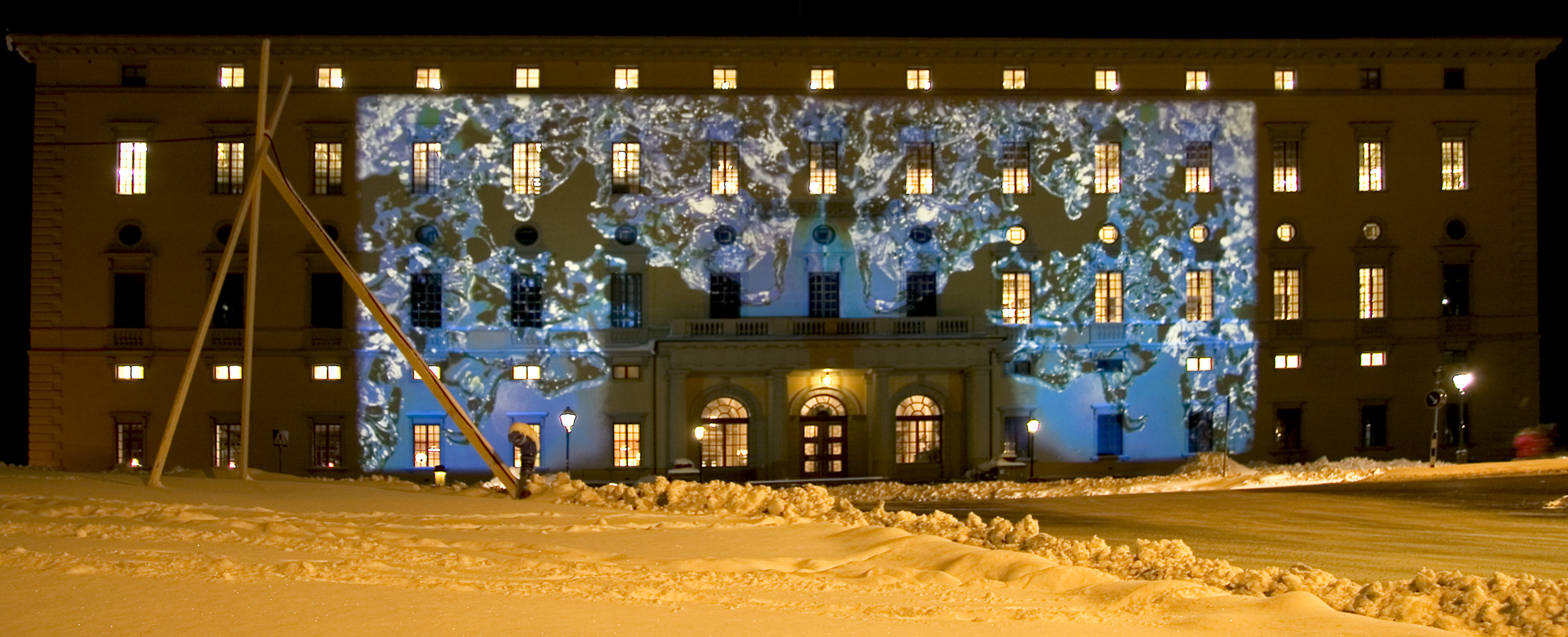
Die Carolina Rediviva während des Allt ljus på Uppsala (Festival des Lichtes) im November 2008.

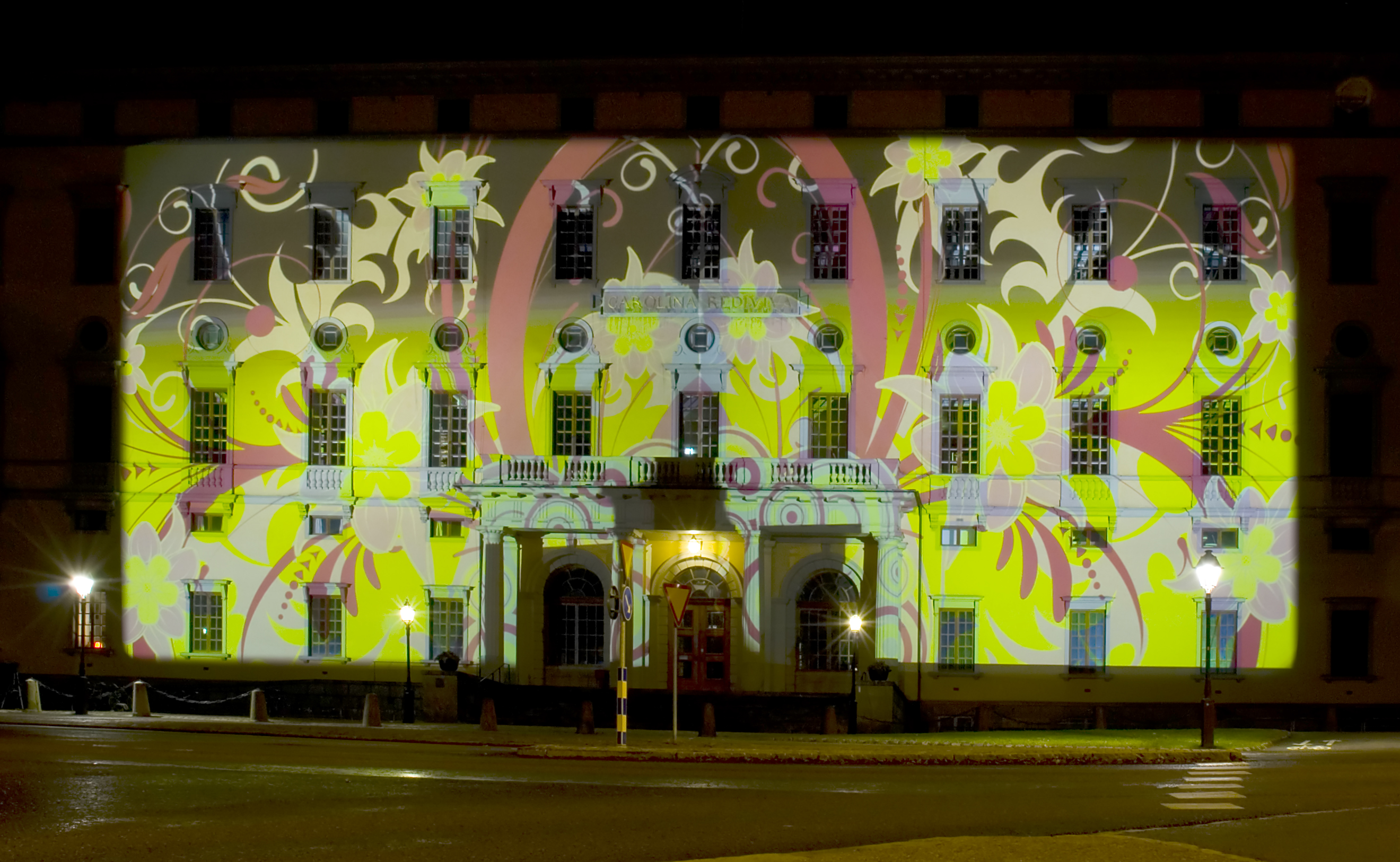
Die Carolina Rediviva während des Allt ljus på Uppsala (Festival des Lichtes) im November 2008.

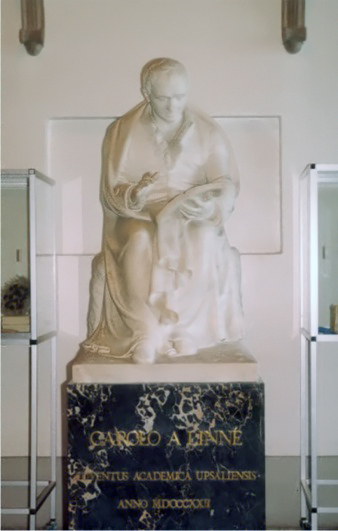
Carolus Linnaeus, Marmorstatue von Johan Niclas Byström im Eingangsbereich.
(Mittlerweile ins Linnaeanum des Botanischen Gartens verbracht.)

Carolina Rediviva ist die Hauptbibliothek der Universität Uppsala und eines der alten, großen Gebäude der Stadt. Der Name bedeutet Wiederauferstandene Carolina. Dies ist eine Anspielung auf das frühere Universitätsgebäude, die Academia Carolina, benannt nach Karl IX. Das Gebäude liegt 350 Meter südlich der Domkirche.
Die Bibliothek wurde 1622 gegründet und nach der Eroberung Prags 1648 und der Plünderung der Bibliothek Rudolf II. durch die Schweden (siehe Prager Kunstraub) mit deren Bestand aufgefüllt worden. Sie ist heute die älteste und eine der größten Bibliotheken in ganz Schweden. Das Gebäude wurde von Carl Fredrik Sundvall (1754–1831) entworfen und zwischen 1819 und 1841 errichtet. Zwischen 1888 und 1892 fanden größere Umbaumaßnahmen statt, wobei das Treppenhaus zugunsten von Vorlesungssaal, Bücherei und Archiv weichen musste. Äußerliche Um- und Anbauten fanden von 1913 bis 1917 statt, für welche die Regierung 599.000 Kronen zur Verfügung stellte.
Im Jahr 1935 wurde das Gebäude als Byggnadsminne unter staatlichen Schutz gestellt.
Das Gebäude beherbergt den Codex Argenteus aus dem 5.–6. Jahrhundert, der zu den ältesten schriftlichen Zeugnissen in einer germanischen Sprache zählt.

## Lesesäle

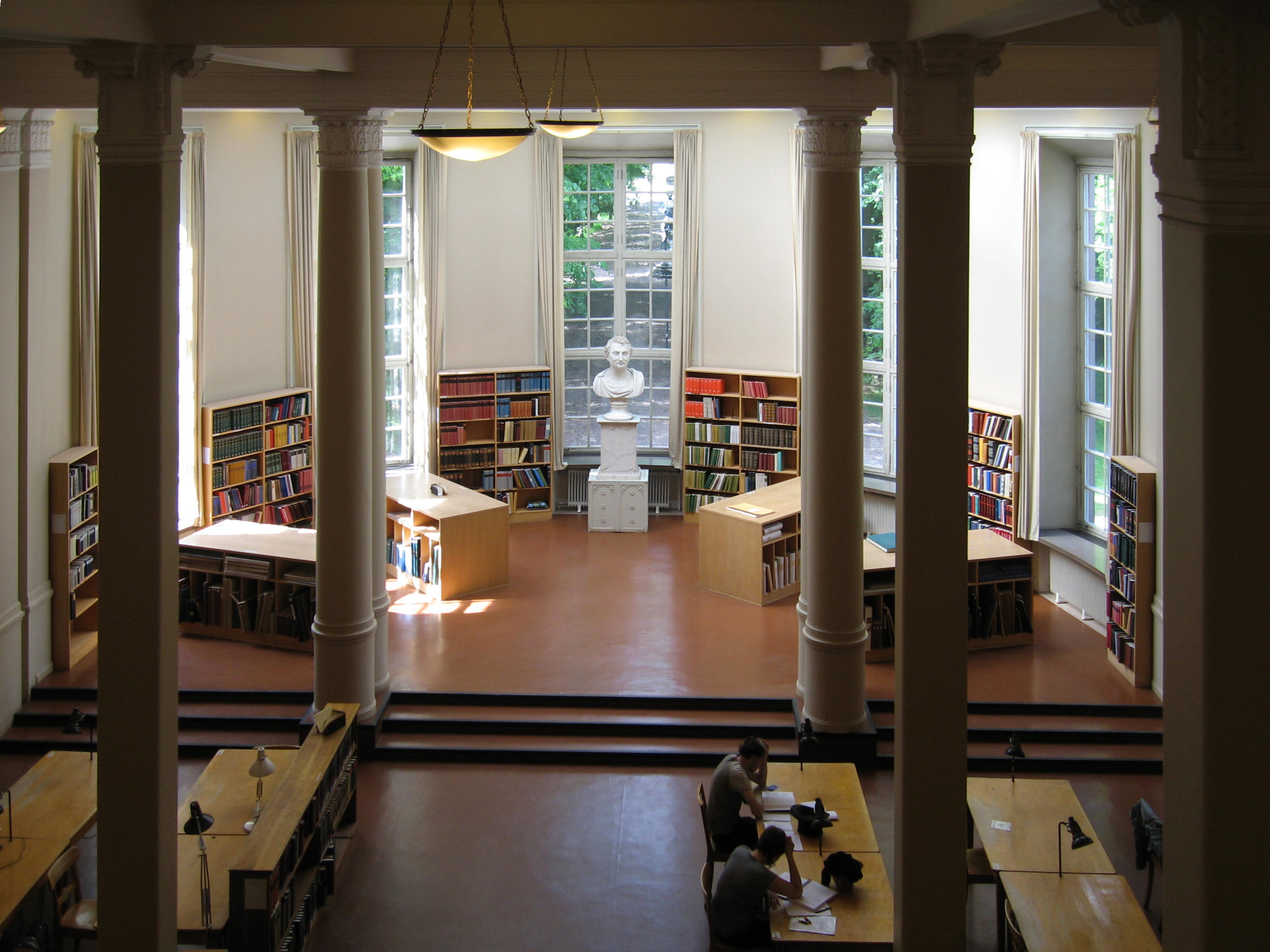
Blick aus Lesesaal A nach Süden.
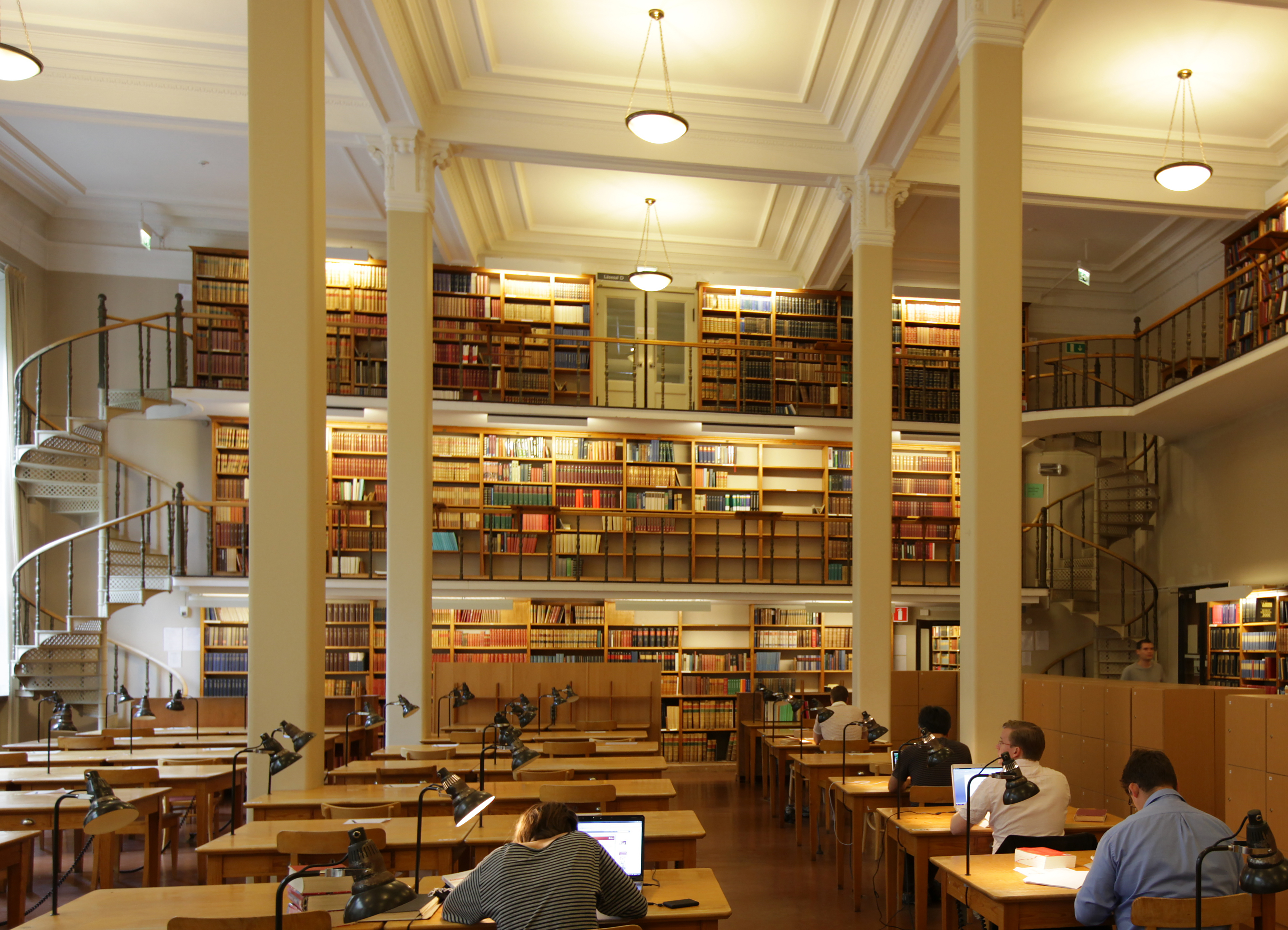
Westwand, Lesesaal A.
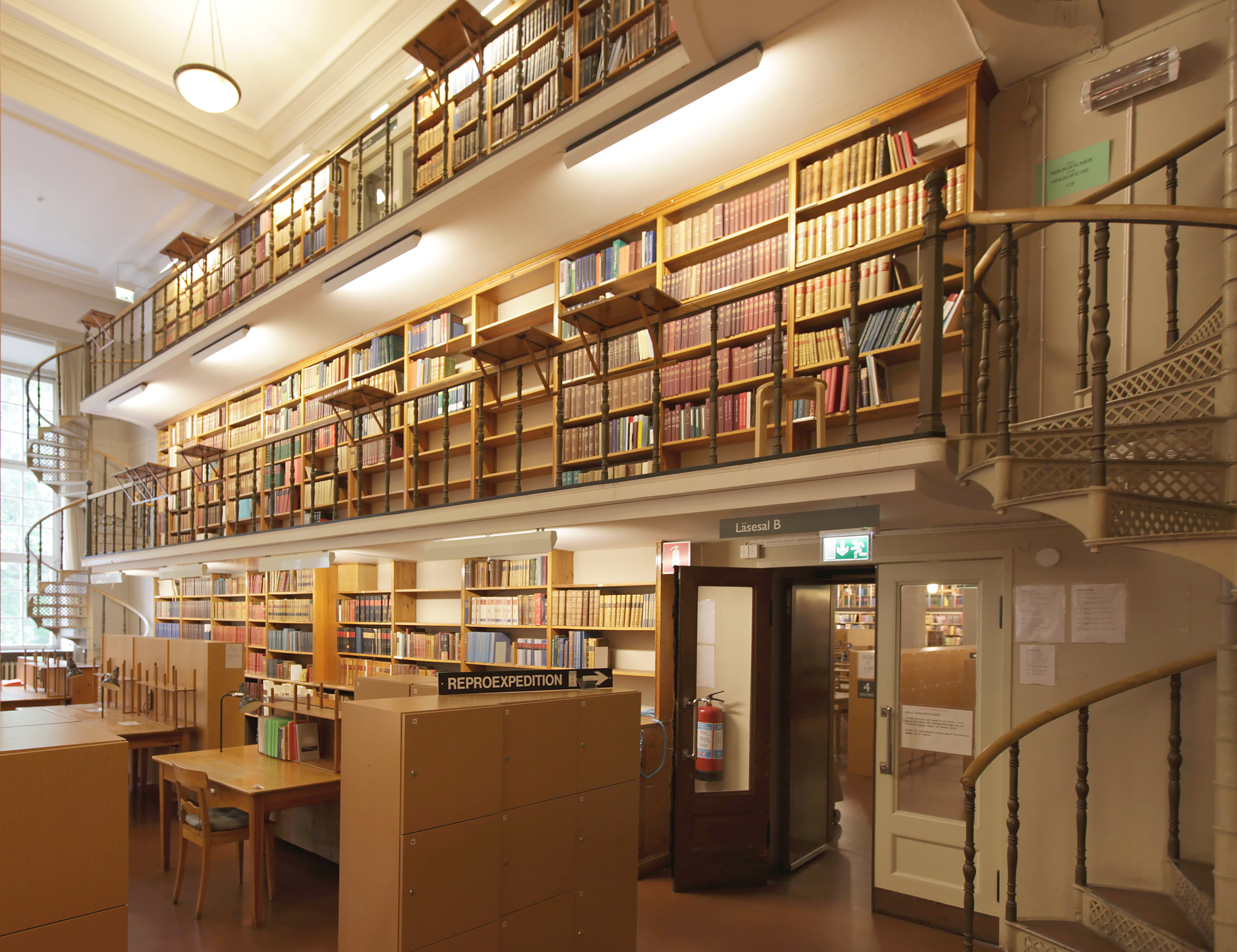
Westwand, Lesesaal A.
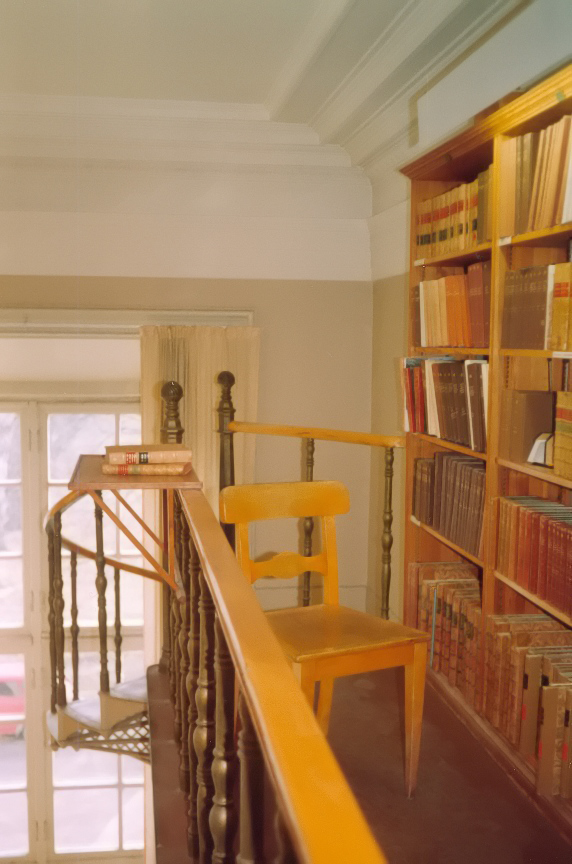
Balustrade Westwand, Lesesaal A.
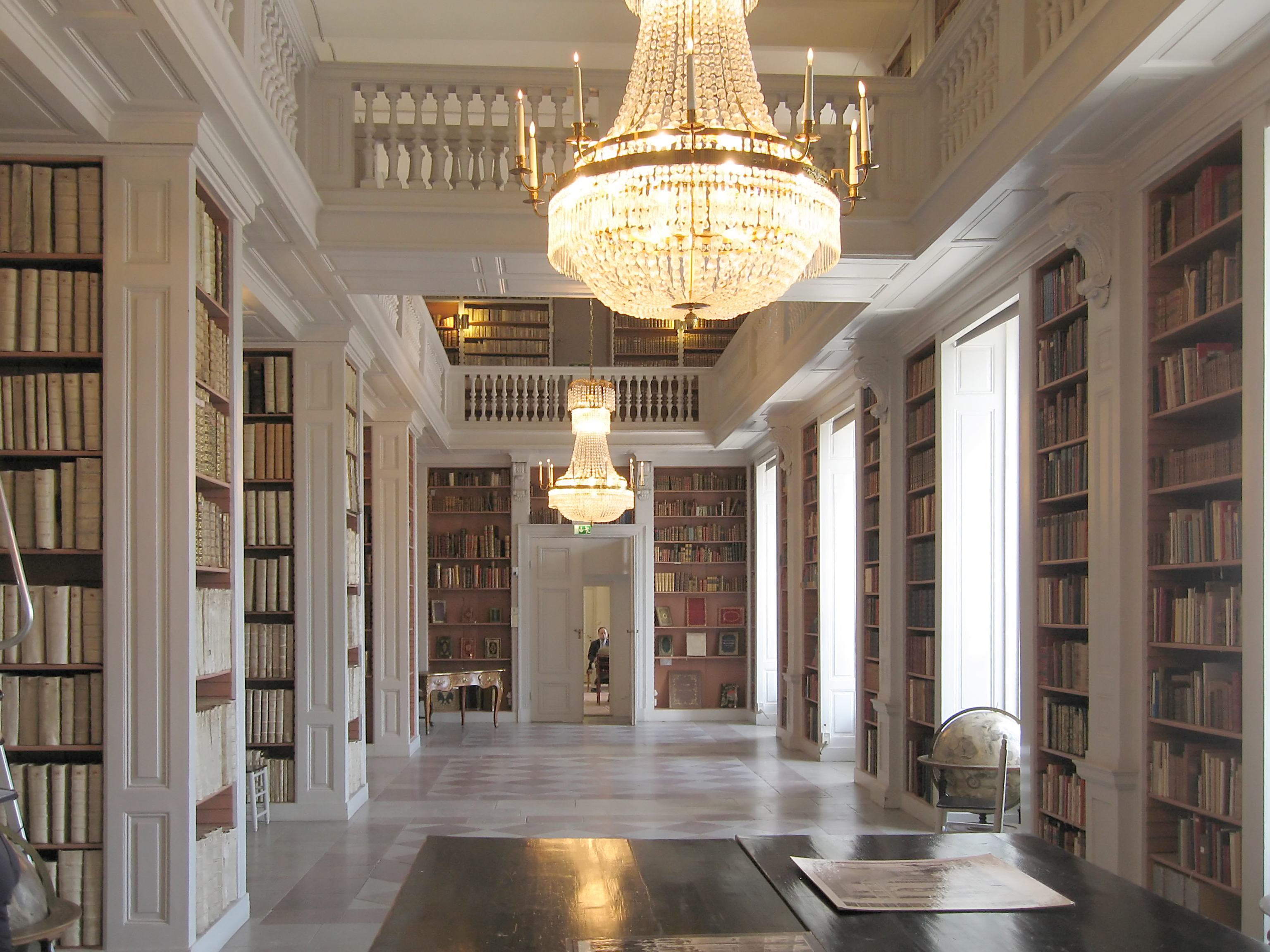
Lesesaal der alten Bücher.
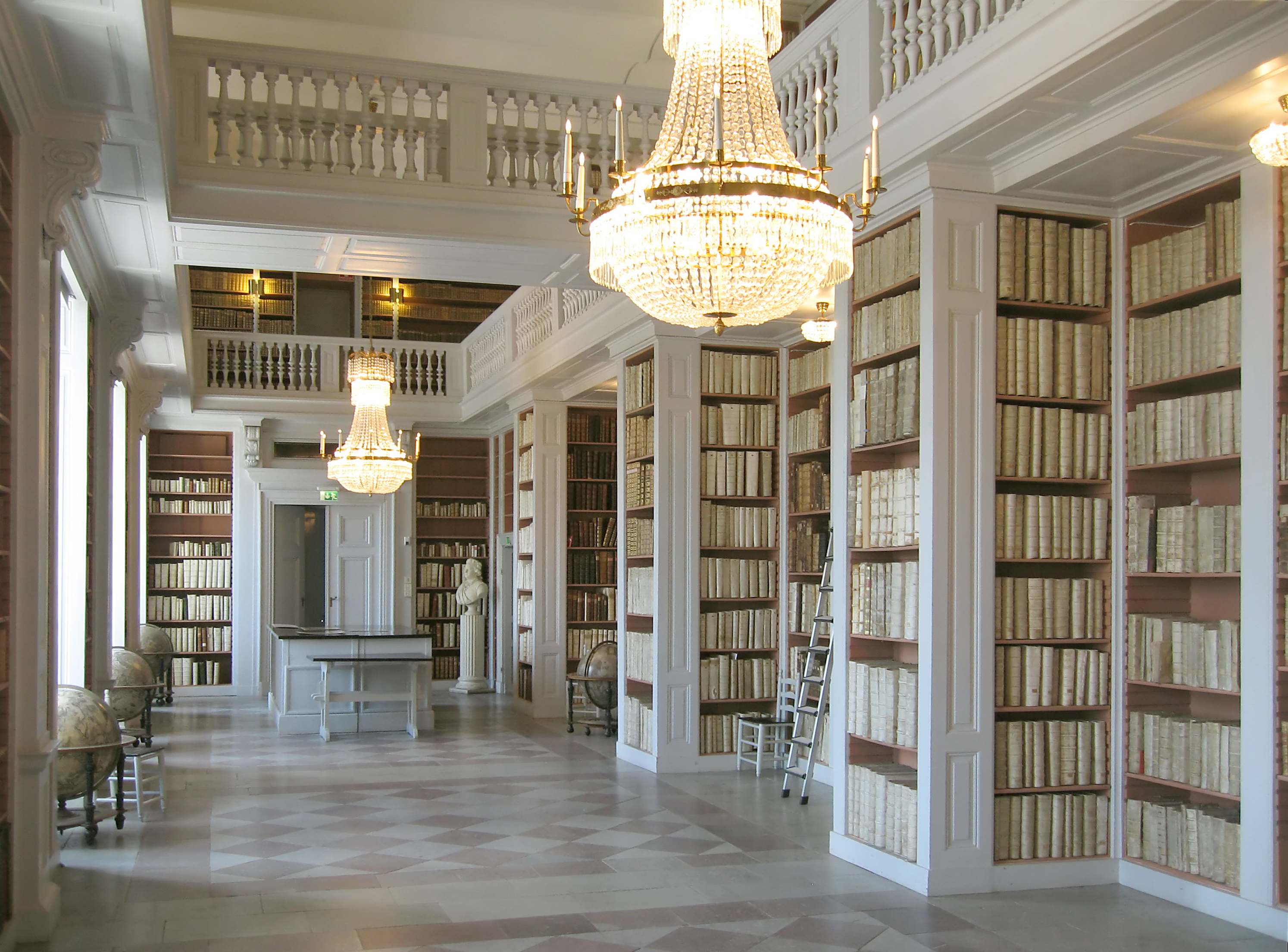
Lesesaal der alten Bücher.
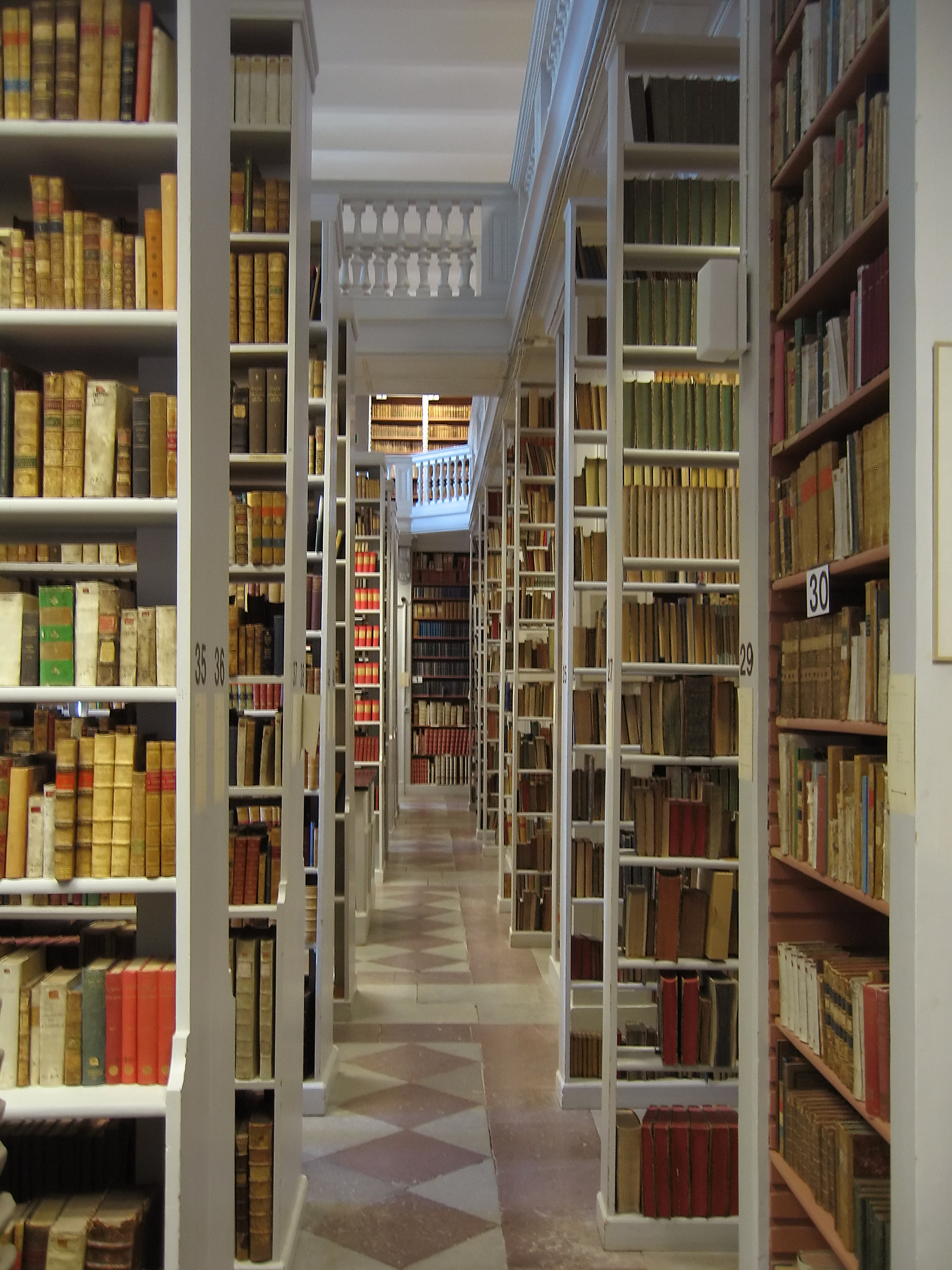
Lesesaal.